# Lissonota terebrans
Lissonota terebrans là một loài tò vò trong họ Ichneumonidae.